# Вуглекислі води
Вуглекислі води — підземні води, що містять понад 500 мг/л розчиненого СО2. Формування вуглекислих вод пов'язане з ендогенними процесами. В Україні вуглекислі води широко застосовуються для бальнеологічних цілей (Карпати).